# Keltische knoop

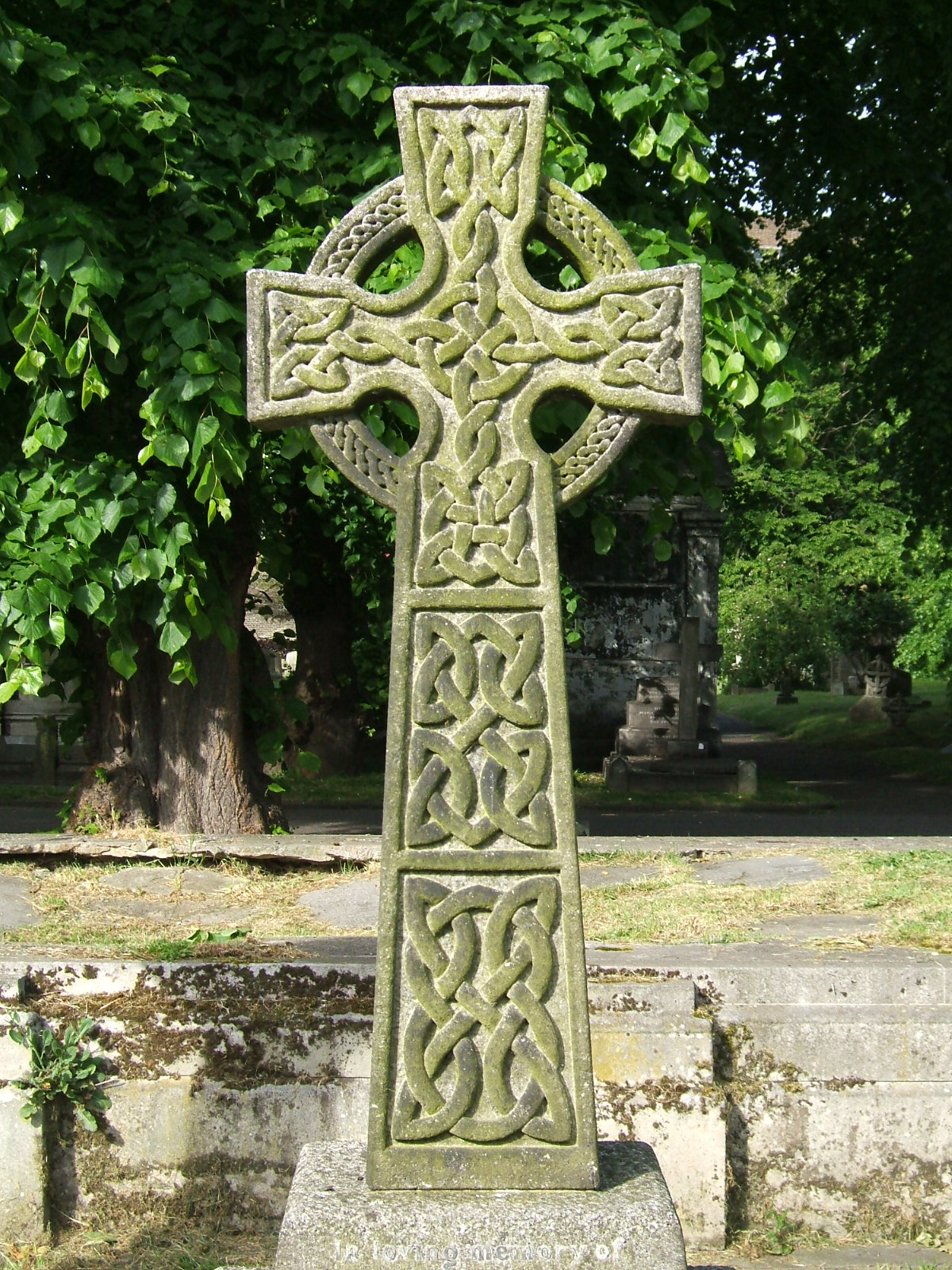
Keltische stenen kruisen zijn een belangrijke bron voor de kennis over Keltische knooppatronen.

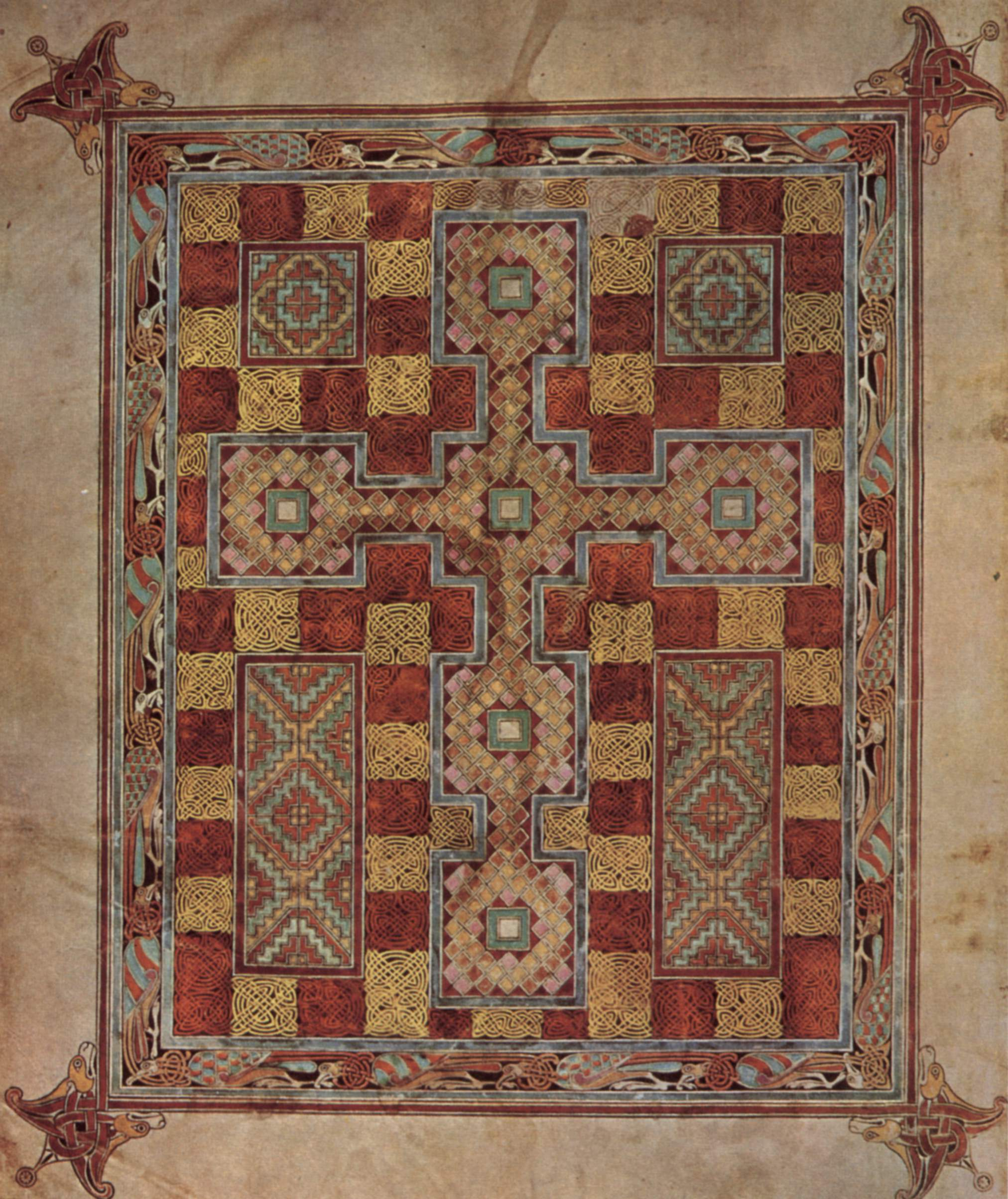
Deze tapijtpagina uit het Lindisfarne evangeliarium laat de indrukwekkende knoopwerkdetails zien.

Keltische knopen zijn een variëteit van (meest eindeloze) knopen en gestileerde grafische voorstellingen van knopen, gebruikt voor versiering, overgenomen door de oude Kelten. Deze knopen zijn het meest bekend voor de versiering van christelijke monumenten en manuscripten zoals het Book of Kells en het Lindisfarne-evangeliarium.
Het gebruik van verwevende patronen werd eerder toegepast in de kunst van het laat-Romeinse Rijk. Knooppatronen verschenen voor het eerst in de 3e en 4e eeuw en kunnen nog gezien worden op Romeinse mozaïeken van die tijd. Ontwikkelingen in het artistieke gebruik van de verwevende knooppatronen kunnen gevonden worden in de Byzantijnse architectuur en versieringen van boeken, koptische kunst, Keltische kunst, islamitische kunst, Russische middeleeuwse boekversiering, Ethiopische kunst en de Europese architectuur en boekversiering.
De wortels van de ‘Celtic Knots’ liggen mogelijks in de La Tène-cultuur, een fase tijdens de High Iron Age in Europa. De La Tène-cultuur was op haar beurt beïnvloed door Griekse decoratie op aardewerk, dat via handel in Europa terechtkwam. De decoratie die de Grieken gebruikten, was in de tweede helft van het eerste millennium voor Christus sterk beïnvloed door de Oost-Mediterrane Wereld.
Spiralen, trappatronen en sleutelpatronen zijn dominante motieven in Keltische kunst voor de christelijke invloed op de Kelten, die begon rond het jaar 450. Deze designs vonden hun weg in de vroege christelijke manuscripten en kunstwerken door de toevoeging van afbeeldingen van het leven, zoals dieren, planten en zelfs mensen. In het begin waren de patronen ingewikkelde verwevende koorden, die ook in andere delen van Europa worden gevonden, zoals in Italië in de 6e eeuw. Een fragment van een evangelieboek, gemaakt in Noord-Brittannië in de 7e eeuw, dat momenteel in de bibliotheek van de Kathedraal van Durham is, bevat het vroegste voorbeeld van een echt knooppatroon op de Keltische manier.